# Homeinisahr
Homeinisahr, Khomeyni Shahr (perzsa nyelven: خمينی شهر, Khomeynī Shahr és Khomeynīshahr) az 1930-as évektől 1979-ig, az úgynevezett Homāyūnshahr vagy Homayoon Shahr (همایونشهر), az 1930-as évek előtt Sedeh (سده) néven ismert) város Iránban, Homeinisahr megye fővárosa, Isfahan tartományban. A 2006-os népszámláláskor 218 737 lakosa volt, 57 551 családban. Khomeyni Shahr most az Isfahan Metropolitan terület része.

## Leírása
A város eredetileg Sedeh néven ismert. Az 1930-as években a név Homayunshahr-ra változott. Az 1979-es iráni forradalom után a várost ismét átnevezték Homeinisahr-ra, (azaz Khomeyni városa), az Ayatollah Khomeini tiszteletére. A helyiek továbbra is a városra hivatkoztak, mint Sedeh. Folyamatos erőfeszítéseket tettek a város történelmi Mehrbin (مهربین) nevére való átnevezésére.
A város eredeti eredeti neve Sedeh (perzsa: سده) volt, a Seh-dedge-szó  "három kastély" és a perzsa ("dedge" (دژ) jelentése "vár") szóból származik, három szomszédos kastély növekedésével.
Egyeteme, a Khomeinyshahr Iszlám Azad Egyetem az egyik legígéretesebb iráni egyetem a különböző területeken, különösen a gépészet és villamosmérnöki területen.
Homeinisahrban számos történelmi épület is található, közülük a legszebb Sartip háza, mely a belvárosban található.

## Khomeinyshahr Iszlám Azad Egyetem

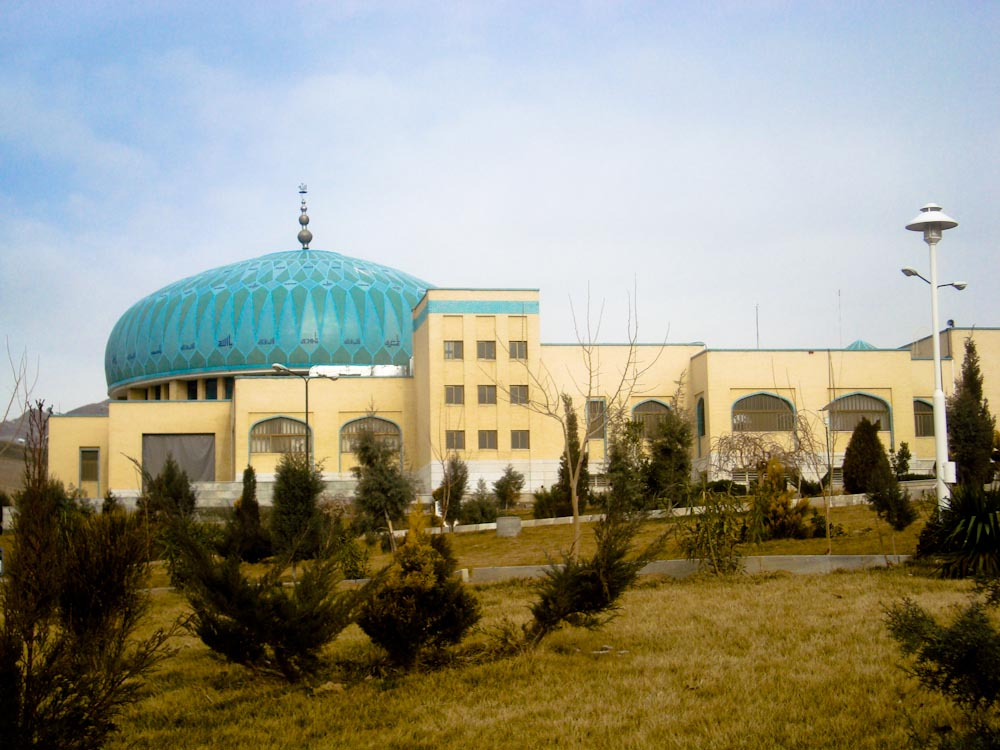
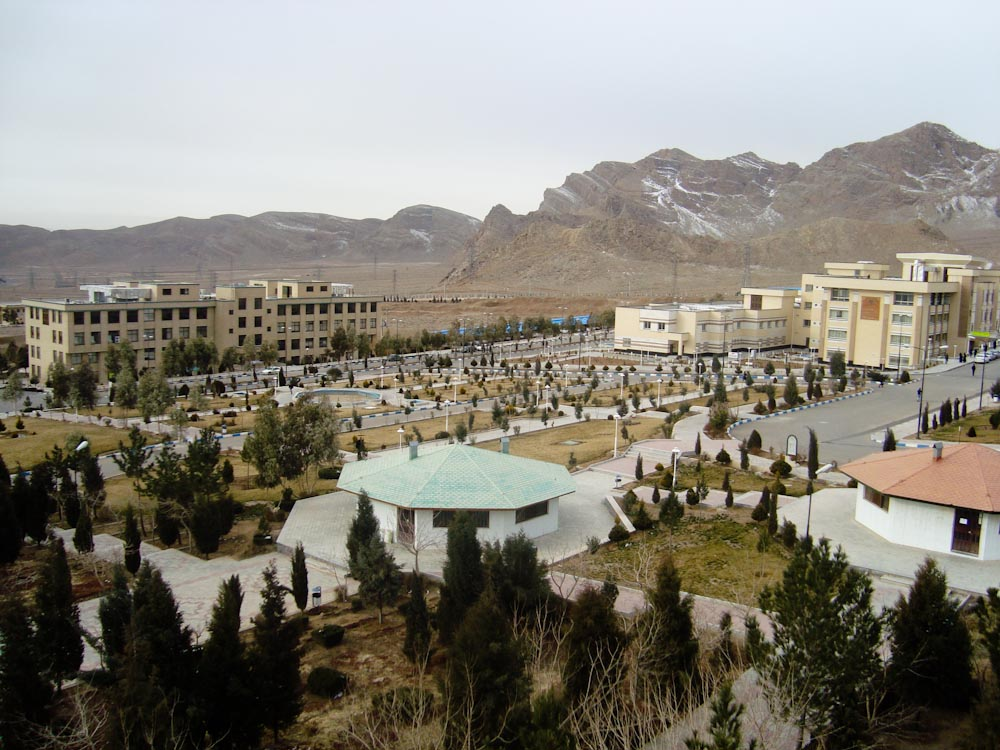
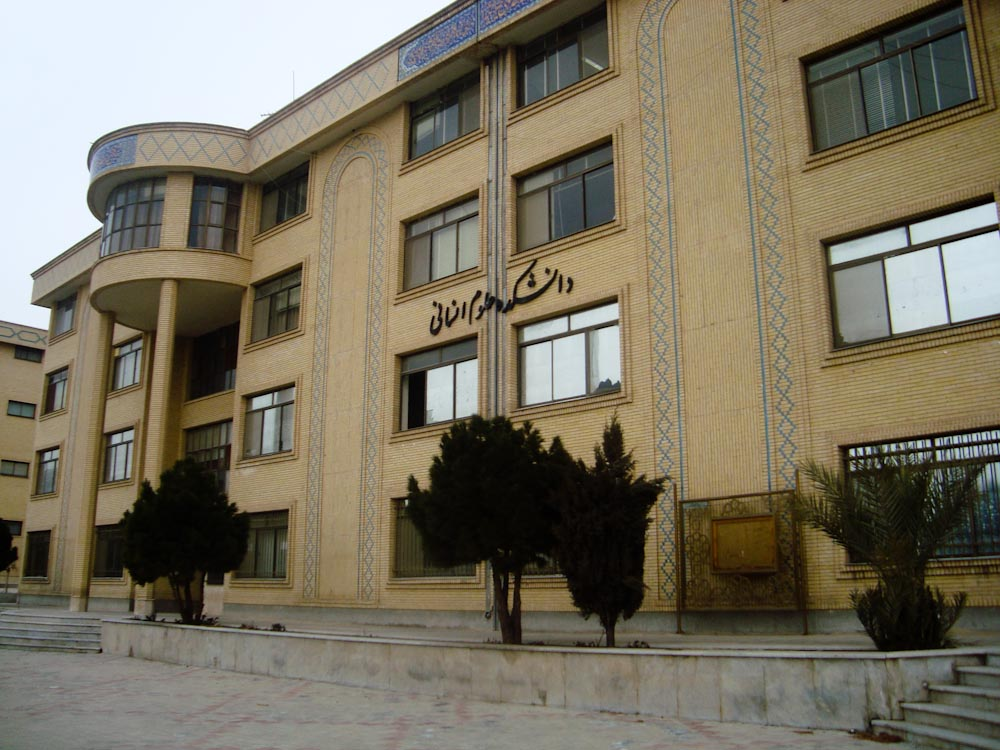
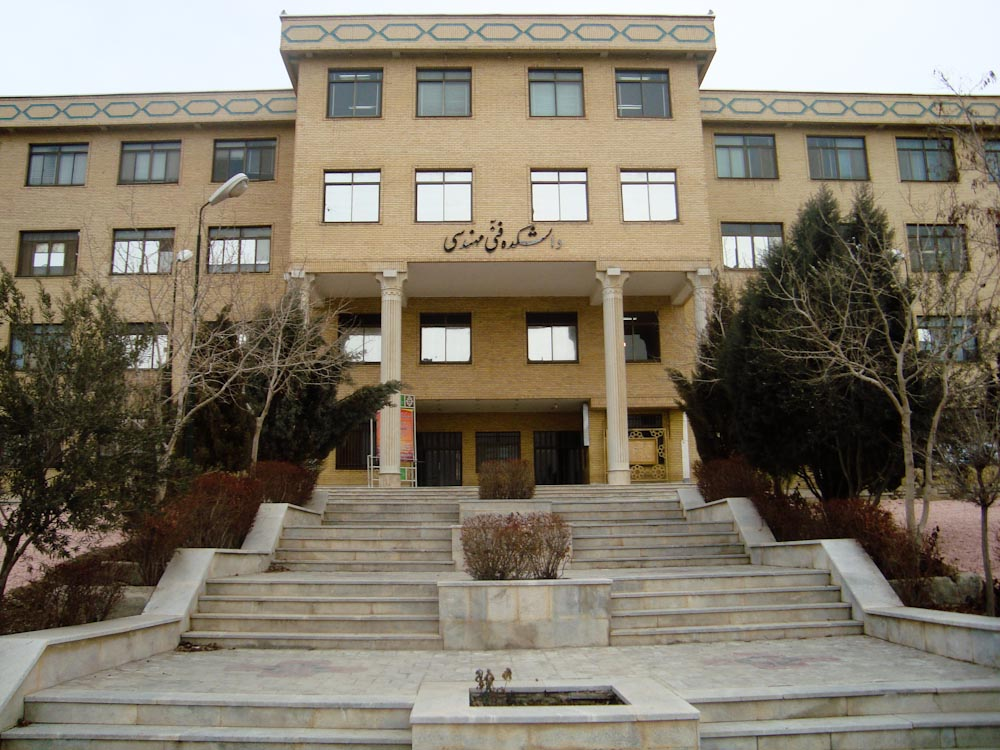

## Nevezetességek
- Khomeinyshahr Iszlám Azad Egyetem